# Beechcraft U-21 Ute

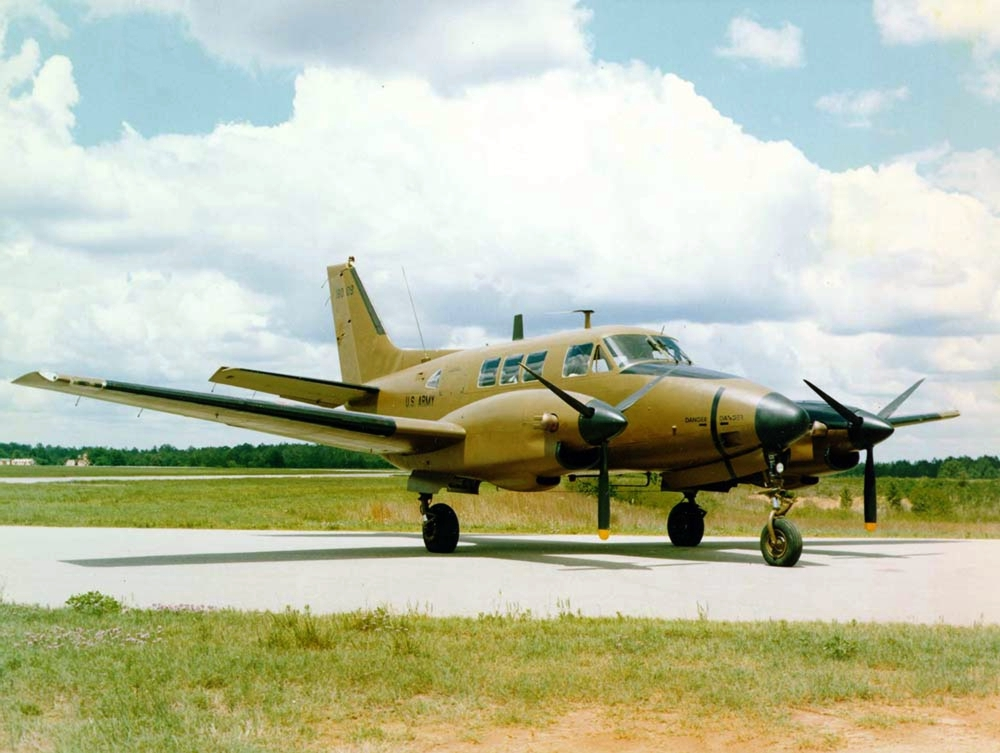
Le U-21 Ute est un appareil militaire combinant le fuselage du Queen Air avec la voilure et les moteurs du King Air.

Le Beechcraft U-21 Ute est un avion utilitaire bimoteur turbopropulsé développé spécifiquement pour l’US Army. C'est un appareil hybride entre le Queen Air, dont il conserve le fuselage non pressurisé et les vitres de cabine carrées, et le King Air dont il possède la voilure, associée à des turbopropulseurs T74-CP-700 (version militaire du PT6A-20). Malgré leurs désignations les U-21F sont des Model 100 King Air et les U-21J des Model 200 King Air.

## Origine et développement
Résultat des essais conduits avec le NU-8F, la conception d’une version turbopropulsée du Seminole fut lancée en octobre 1966, l’US Army ayant passé une commande de 48 exemplaires. La réalisation du prototype commença deux mois plus tard. Les essais débutèrent en mars 1967 et la certification FAA fut obtenue le 27 avril 1967, ce qui constitue un record. Équipé de turbines PT6A-20 de 550 ch, ce nouveau modèle portant la désignation constructeur Model 65-A90-1 pouvait transporter 10 hommes équipés tout en étant rapidement transformable en cargo léger ou en avion sanitaire (trois civières et trois blessés assis plus un infirmier ou médecin). La cellule était globalement similaire à celle du Model 65-B80 Queen Air, mais comportait une porte-cargo de 1,36 × 1,31 m, articulée sur le côté avant en complément de la porte à escalier intégré du modèle civil. Cet avion comportait un équipement de vol tout temps complet et était dégivré. L’US Army prit en compte un total de 129 appareils entre 1967 et 1968, dont un certain-nombre ont été achevés selon diverses configurations spécialisées pour les besoins de surveillance électronique du champ de bataille au Sud-Est asiatique. 17 appareils supplémentaires furent achetés au titre de l'année fiscale 1970.

## Versions
- YU-21 : Nouvelle désignation du NU-8F (Serial 63-12902, c/n LG-1).
- U-21A : 102 appareils (Serial 66-18000/18040, 67-18041/18076, 67-18078/18084, 67-18086, 67-18088, 67-18090/18092 et 67-18094/18103, c/n LM-1/99 ; 67-18116/18118, c/n LM-112/114) équipés de turbines PT6A-20 de 550 ch (Model A90-1). Appareil utilitaire polyvalent.
  - EU-21A : Au moins cinq U-21A ont été modifiés en relais radio pour utilisation au Viêt Nam et remis par la suite au standard U-21A.
  - GU-21A : Deux U-21A transformés en cellules d’instruction statique (66-18006 et 66-18012).
  - JU-21A : Quatre U-21A (66-18008, 67-18063, 67-18065, 67-18069) modifiés pour développer le système de reconnaissance électronique Left Jab. Un exemplaire (67-18065, c/n LM-66) fut abattu au Viêt Nam le 4 mai 1971, les autres remis par la suite au standard U-21A.
  - RU-21A : Quatre U-21A (67-18112/18115, c/n LM-108/111) furent modifiés sur chaîne en plate-forme de triangulation et d’analyse des signaux électroniques captés par les RU-21B/C (programme Cefirm Leader).
- RU-21B : 3 appareils à turbines PT6A-29 (Model A90-2) et train d’atterrissage modifié en appareils de détection de signaux électroniques pour le 138th ASA dans le cadre du programme Cefirm Leader (67-18077, 67-18087 et 67-18093, c/n LS-1/3)
- RU-21C : Deux appareils similaires aux précédents et également destinés au 138th ASA (67-18085 et 67-18089, c/n LT-1/2), mais avec des équipements différents, donc des antennes différentes (Model A90-3).
- U-21D : 18 U-21A (67-18104/18111, c/n LM.100/107 et 67-18119/18128, c/n LM-115/124) devant être modifiés en appareils de reconnaissance électronique pour le programme Laffing Eagle (RU-21D). Ce programme fut un échec et les appareils, dépourvus de leur équipement électronique, furent mis en service comme avions utilitaires.
  - JRU-21D : Trois RU-21D (67-18105, 67-18111 et 67-18125) utilisés pour le développement du système Guardrail V (RU-21H). Le 67-18105 est conservé en exposition statique à l’entrée de Hunter AAF, Géorgie.
- RU-21E : 16 appareils (70-15875/15890, c/n LU-1/16) destinés à la guerre électronique (Programme Left Foot), servant de plate-forme au système Guardrail (II, IIA ou IV). Équipés de turbopropulseurs PT6A-28 (Model A90-4).
- U-21F : 5 Model A100 King Air (70-15908/15912, c/n B-095/LM-142 à B-99/LM-146). Appareils de transport utilitaire.
- U-21G : Les 17 derniers U-21A (70-15891/15907, c/n LM-125/141) reçurent en cours de production un poste de pilotage et un intérieur modifié pour faciliter l’installation d’équipements de contre-mesures électroniques et de communication dans le cadre du programme Guardrail I. Ils furent essentiellement utilisés comme avions utilitaires
  - JU-21G : Le 70-15906 est exposé à l’Army Aviation Héritage Foundation de Tara Field, Géorgie, sous cette appellation.
  - RU-21G : Trois U-21G au moins ont été équipés avec le système de reconnaissance électronique Guardrail I.
- RU-21H : 21 RU-21D/E/F/G ont été modifiés en 1971 pour recevoir le système de reconnaissance électronique Guardrail V. Le montage de cet équipement comprenait l’emport de charges externes en bout de voilure, donc le remplacement des saumons, et entrainait un accroissement de la masse en charge. Cet appareils furent donc remotorisés avec des turbines PT6A-28 (Model A90-4). 23 RU-21H furent par la suite dépourvus de leurs équipements électroniques, terminant leur carrière comme avions utilitaires sous la désignation U-21H.
  - JU-21H : 2 RU-21E modifiés en banc d’essais.
- RU-21J : Bien que portant la désignation constructeur Model A100-1, ces trois appareils (71-21058/21060, c/n BB-03/05) livrés à l’US Army étaient les trois premiers Model 200 King Air de série. Utilisés pour le développement du programme Cefly Lancer, ils furent ensuite rebaptisés C-12L et utilisés comme avions de transport d’état-major jusqu’en 1997.

## Utilisateurs
- Corée du Sud : L'US Army a loué à l'armée de l'air coréenne un U-21A (67-18086) et six RU-21H (70-15893/15895, 70-15898, 70-15902, 70-15904) en 1972. Ces appareils ont été restitués aux États-Unis en 1994 et revendus sur le marché civil.
- États-Unis
  - US Army : Le premier U-21A fut livré le 16 mars 1967. Fin 1969 la 1st Signal Brigade de l’US Army reçut ses premiers EU-21A. Ces appareils, modifiés en relais radio, permettaient de gérer en mode sécurisé trois réseaux de communications au-dessus du champ de bataille dans un rayon de 260 km, le relais-volant opérant à 1 000 m d’altitude[2]. Le Ute pouvant tenir l’air cinq heures et la zone de couverture radio s’élargissant à une altitude plus élevée, la mise en œuvre de ces appareils permettait à une petite unité mobile ou à une unité de reconnaissance de rester en contact permanent avec son commandement. Ils furent donc très sollicités durant la Guerre du Vietnam. Le U-21 a également été associé au développement des systèmes électroniques de surveillance du champ de bataille, en particulier du système Guardrail, dont il fut le premier vecteur aérien. Le 15th Military Intelligence Batallion mit en œuvre les R-21H. Au début des années 1990 l’Aviation Troop Command remplaça ses U-21 par des Beechcraft C-12 Huron. En 1998 ne restaient plus en service que 4 appareils, loués à la Navy.
  - US Navy : Quatre U-21F (70-15909/15912) ont été loués à l’US Army pour les besoins de l’US Navy Test Pilot School de Paux River. Ces appareils étaient toujours en service en 2004.
  - Dynamic Aviation : La plupart des Ute retirés du service actif par l’US Army ont été achetés par cette entreprise de Bridgewater, Virginie, et modifiés en appareils d’épandage agricole. Ils sont utilisés pour la pulvérisation d’insecticides, en particulier dans les régions infestées de moustiques.
- Israël : L’US Army a cédé à l’armée israélienne neuf RU-21A/D en 1998. Ils étaient toujours en service au sein de l'escadron 135 de Sde Dov en 2010, désignés localement Kookiyah.

## Sources
1. ↑  A J Pelletier, p. 118
2. ↑  (en) « U-21 Ute », sur GlobalSecurity.org (consulté le 18 juin 2023).